# Босворт (Мисури)
Босворт (енгл. Bosworth) град је у америчкој савезној држави Мисури.

## Демографија
По попису из 2010. године број становника је 305, што је 77 (-20,2%) становника мање него 2000. године.
| Група             | 2000.        | 2010.       |
| Белци             | 382 (100,0%) | 293 (96,1%) |
| Афроамериканци    | 0 (0,0%)     | 0 (0,0%)    |
| Азијати           | 0 (0,0%)     | 0 (0,0%)    |
| Хиспаноамериканци | 0 (0,0%)     | 9 (3,0%)    |
| Укупно            | 382          | 305         |